# 英国声援缅甸组织

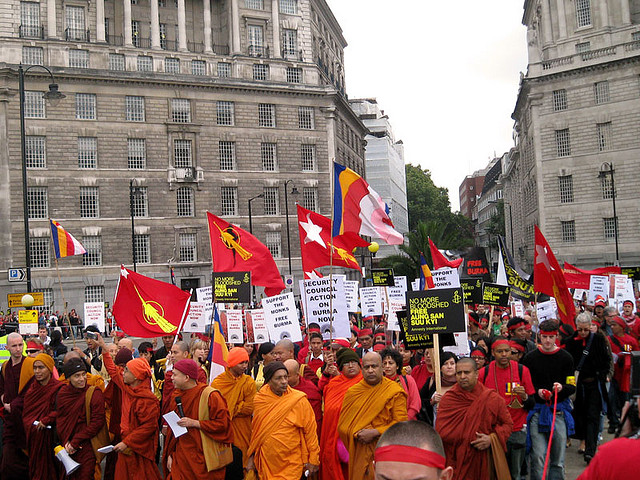
2007年，英国声援缅甸组织抗议者在伦敦游行。

英国声援缅甸组织（英語：Burma Campaign UK，缩写为BCUK）是一个成立于1991年的非政府组织，总部位于英国伦敦，旨在恢复缅甸的人权与民主。英国声援缅甸组织代表缅甸的亲民主力量，是欧洲最大的缅甸运动组织。
英国声援缅甸组织致力于：
- 提高公众对于缅甸问题的认识。
- 在国际社会上对英国政府、欧盟、东盟和联合国施加压力，促使后者采取行动。
- 帮助和协调建立缅甸运动组织，为缅甸民主发起全球行动。
- 对缅甸流亡组织和个人提供支持和培训，使那些逃离缅甸的人们有能力教育他人关于缅甸苦难的认识。

BCUK依靠公众捐款资助，没有得到政府的支持。

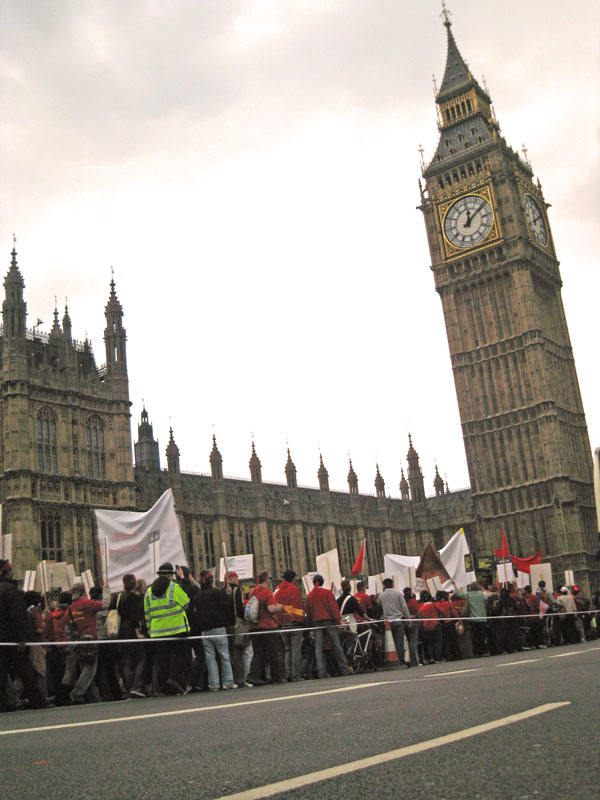
2007年，抗议者游行通过大本钟。

## 2007年抗议活动
2007年缅甸爆发番红花革命，BCUK与国际缅甸团体密切合作，通过Facebook上的“支持缅甸僧侣抗议”小组，帮助协调2007年10月6日的“全球缅甸行动日”，在五大洲超过25个国家成千上万展示他们的抗议示威。

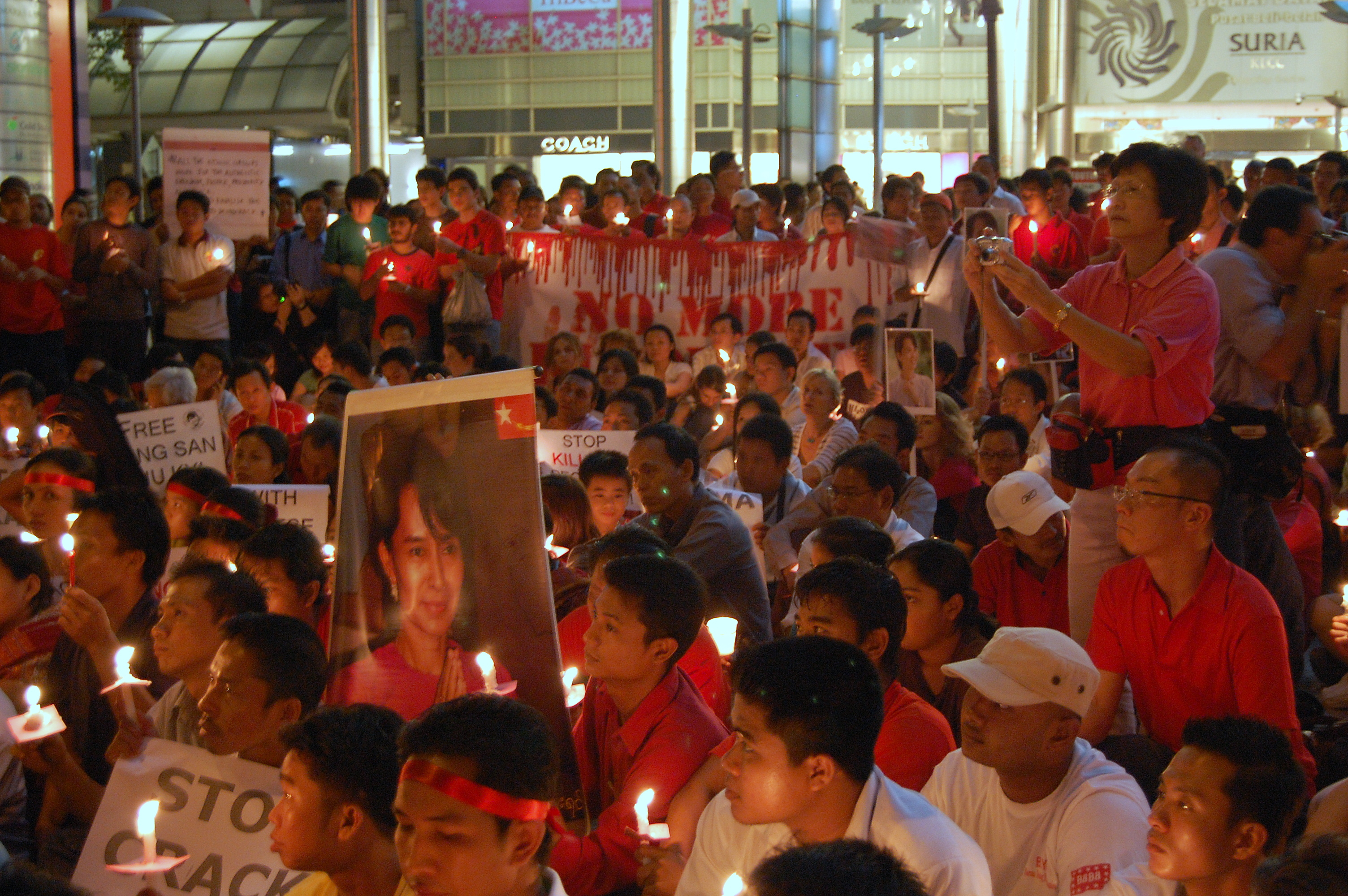
2007年10月5日，在雙峰塔为缅甸守夜。

## 成果
通过与全球其他缅甸团体合作，BCUK达成了：
- 游说联合国安理会将缅甸问题列入永久议程。
- 成功游说欧盟增加对缅甸的针对性制裁。
- 鼓励100多家企业结束在缅甸的业务，包括敦豪、瑞士再保险、怡安集团、罗尔斯·罗伊斯控股有限公司、英美烟草等。

## 社会支持者
BCUK的支持者包括戴米恩·莱斯、安妮·蓝妮克丝、埃玛·汤普森、喬安娜·拉姆利、伊恩·麦凯伦、吉蓮·安德森等人。